# Chengjiangocaris longiformis
Il chengjiangocaride (Chengjiangocaris longiformis) è un artropode estinto, vissuto nel Cambriano inferiore (circa 520 milioni di anni fa).  I suoi resti fossili sono stati rinvenuti in Cina, nel famoso giacimento di Maotianshan.

## Descrizione
Conosciuto solo per pochi esemplari fossili, questo animale non superava i dieci centimetri di lunghezza. Il corpo allungato di Chengjiangocaris era debolmente diviso in tre parti per tutto il senso della lunghezza. Anteriormente, l'esemplare tipo conserva una serie di cinque corti segmenti (tergiti), che presumibilmente costituivano il torace; la testa, in ogni caso, non è conservata. Nuovo materiale, invece, mostra antenne e occhi peduncolati. Dietro le cinque tergiti toraciche erano presenti altre 17 tergiti, che costituivano l'addome, e un elemento terminale di forma triangolare. Al contrario di Fuxianhuia, al quale assomiglia, Chengjiangocaris possedeva un tronco indifferenziato, senza una parte anteriore allargata e una posteriore stretta. Gli arti biramati (una ventina) erano costituiti da un endopodo semplice e conico, mentre l'esopodo era fornito di una branchia sprovvista di setole.

## Classificazione
È stato suggerito che questo animale potesse essere imparentato con Sanctacaris, proveniente da Burgess Shales (Delle Cave & Simonetta, 1991). Altri autori dissentono da questa interpretazione (Hou & Bergstrom, 1997) dal momento che ritengono più evidenti somiglianze con Fuxianhuia, sempre di Maotianshan.  Le caratteristiche miste dei segmenti corporei e le zampe semplici potrebbero rappresentare una condizione primitiva e ancestrale di tutti gli artropodi. Le similitudini tra questo animale e Fuxianhuia potrebbero essersi estese anche a un habitat e a uno stile di vita di tipo bentonico per entrambi gli organismi.